# سامي هاشم
سامي هاشم لاعب كرة قدم بحريني يلعب حاليا لصالح نادي الدرجة الأولى النجمة البحريني في خط الوسط.